# 提篮桥区
提籃橋区又稱提籃区，是中华人民共和国上海市一個已不存在的市轄區。現在是虹口区的一部分。該區東北起自大連灣路，西至虹口港，南至黃浦江。

## 歴史
1945年設置第18區。1947年更名為提籃橋区。1960年廢除，管轄区域併入虹口区。